# Oarai
Ōarai (大洗町, Ōarai-machi) é uma cidade japonesa localizada no distrito de Higashiibaraki, na província de Ibaraki.
Em 2020, a cidade tinha uma população estimada em 15.867 habitantes em 6.881 domicílios e uma densidade populacional de 664 h/km². O percentual da população com mais de 65 anos foi de 34.0%. A área total da cidade é de 23,89 km².

## Geografia
Localizada na costa central da província de Ibaraki, Oarai está na região das planícies próximas ao Oceano Pacífico, e faz fronteira com o Lago Hinuma, o 30º maior corpo de água doce do Japão. O rio Naka atravessa a cidade. As praias balneares de Oarai e Sun Beach foram as primeiras a introduzir no Japão praias balneares sem barreiras para pessoas com deficiência.

## Municípios vizinhos

### Prefeitura de Ibaraki
- Mito
- Hitachinaka
- Hokota
- Ibaraki

## Clima
Oarai tem um clima continental úmido (Köppen Cfa ) caracterizado por verões quentes e invernos frios com leve queda de neve. A temperatura média anual em Ōarai é 14.0 °C (57.2 °F) . A precipitação média anual é de 1,416 mm (55.7 in) com setembro como o mês mais chuvoso. A temperatura média do mês de Agosto, o mês mais quente do ano, é de 25.4 °C (77.7 °F), e menor em janeiro, em torno de 3.6 °C (38.5 °F). 

## Demografia
De acordo com os dados do censo japonês, a população de Oarai diminuiu continuamente nos últimos 70 anos.

## História
As aldeias de Isohama e Onuki no distrito de Higashiibaraki e a aldeia de Natsumi no distrito de Kashima foram criadas com o estabelecimento do sistema municipal moderno em 1 de abril de 1889. Onuki foi elevado à categoria de cidade em 26 de janeiro de 1894. Onuki e Isohama se fundiram em 3 de novembro de 1954 para criar a cidade de Oarai. Uma parte de Natsumi foi anexada por Ōarai em 23 de julho de 1955.
Em 1928, Nisshō Inoue, o fundador da organização militante de extrema direita Ketsumeidan (血盟団, League of Blood) , mudou-se para Oarai, onde estabeleceu Risshō Gokokudō (立正護国堂, Righteous National Defense Temple) , que serviu quando jovem centro de treinamento defendendo uma revolução militarista no Japão, resultando no Incidente da Liga de Sangue em 1932.
Desde 1998, o chefe de uma associação de fábricas em Oarai convidou descendentes e migrantes japoneses de Sulawesi do Norte, Indonésia, para trabalhar nas indústrias de frutos do mar.  A maioria dos habitantes indonésios foi posteriormente presa por ser indocumentada

## Governo
Oarai tem uma forma de governo constituído com um conselho municipal e com um prefeito eleito diretamente e um conselho municipal unicameral de 12 membros. Oarai, junto com os vizinhos Hokota e Ibaraki, contribui com dois membros para a Assembleia da Prefeitura de Ibaraki. Em termos de política nacional, a cidade faz parte do 2º distrito de Ibaraki da Câmara Baixa da Dieta Japonesa .

## Economia
A indústria nuclear da Agência de Energia Atômica do Japão e a generosidade do governo formam a base da economia local. Os principais produtos agrícolas incluem arroz, batata-doce e rabanete japonês. A indústria da pesca comercial é importante e os principais produtos pesqueiros incluem isca branca, sardinha, linguado e amêijoas. O processamento de alimentos marinhos inclui cavala de cavalo salgado e seco, fundidos e sardinhas e polvo cozido.

## Educação
Oarai tem duas escolas primárias públicas e duas escolas secundárias públicas administradas pelo governo da cidade, e uma escola secundária pública administrada pelo Conselho de Educação da Prefeitura de Ibaraki.

## Transporte

### Ferrovias
Kashima Rinkai Ōarai Kashima
- Estação Ōarai

### Rodovias
- Rota Nacional 51

### Portos
- Porto de Oarai (uma empresa de balsas opera duas balsas para Tomakomai, Hokkaidō diariamente)

## Atrações turisticas
Oarai atrai 3 milhões de visitantes por ano. As atrações turísticas incluem praias de banho, marina para iates e cruzeiros, esportes náuticos, área de camping, pesca, aquário e um famoso campo de golfe. É conhecido pelo seu Lophius
- Praia Oarai
- Aqua World (antigo Aquário Oarai)
- Oarai Marine Tower
- Museu do Mar Oarai
- Museu de Arte Oarai
- Museu Oarai de História Bakumatsu-Meiji
- "Kurumazuka-kofun" e "Kagamizuka-kofun"
- Oarai Isozaki Jinja

## Pessoas notáveis de Oarai
- Kei Igawa - jogador de beisebol profissional
- Hiromoto Okubo - jogador de beisebol profissional

## Na cultura popular
A cidade se tornou um local de peregrinação de anime por ser o cenário da popular franquia Girls und Panzer . Os personagens principais da série animada estudam em um enorme navio originalmente baseado em Oarai. Locais reais na cidade são retratados fielmente, levando os fãs a visitar a cidade e impulsionando o comércio local.

## Galería de imagens

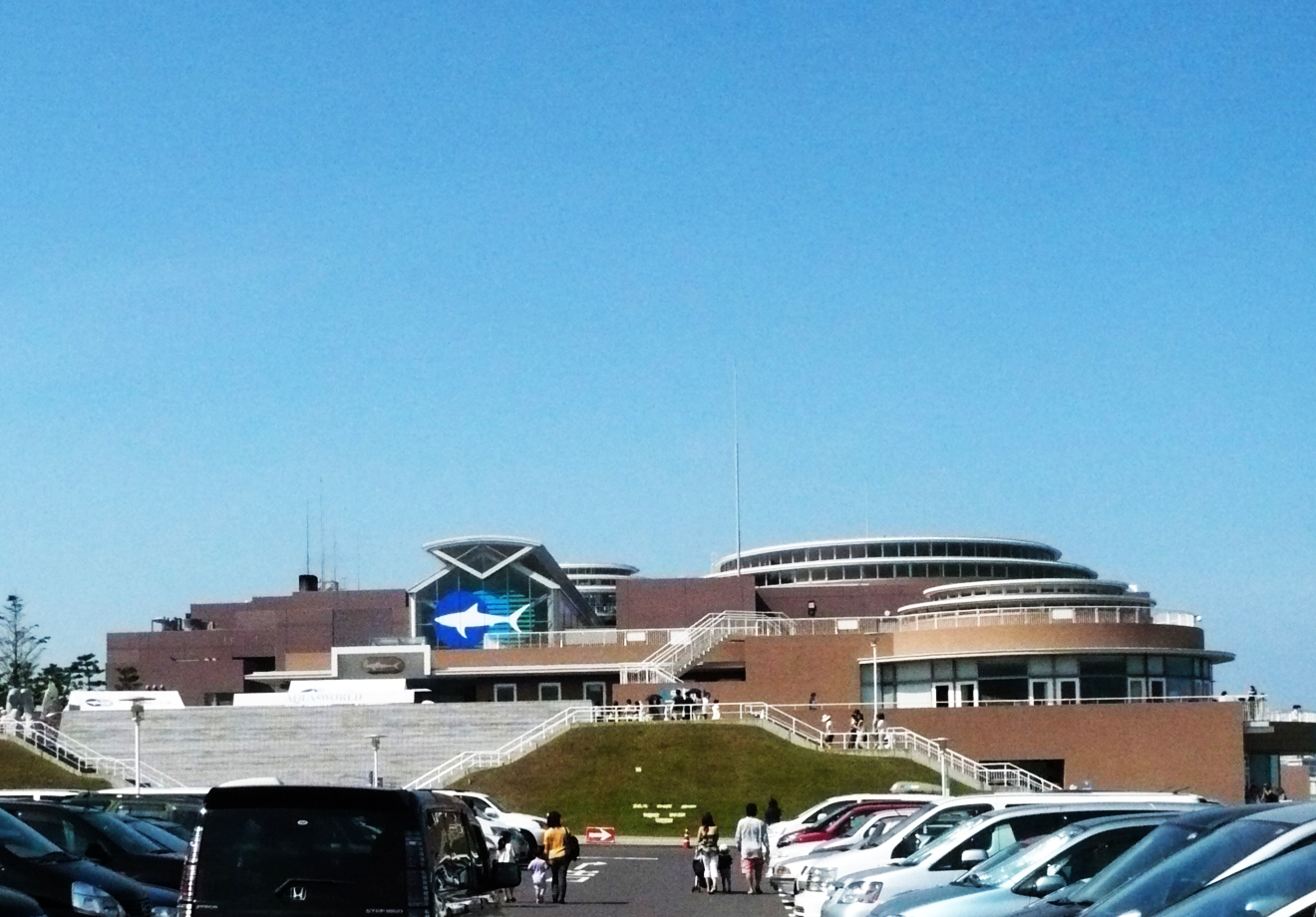
Aqua World de Ōarai.
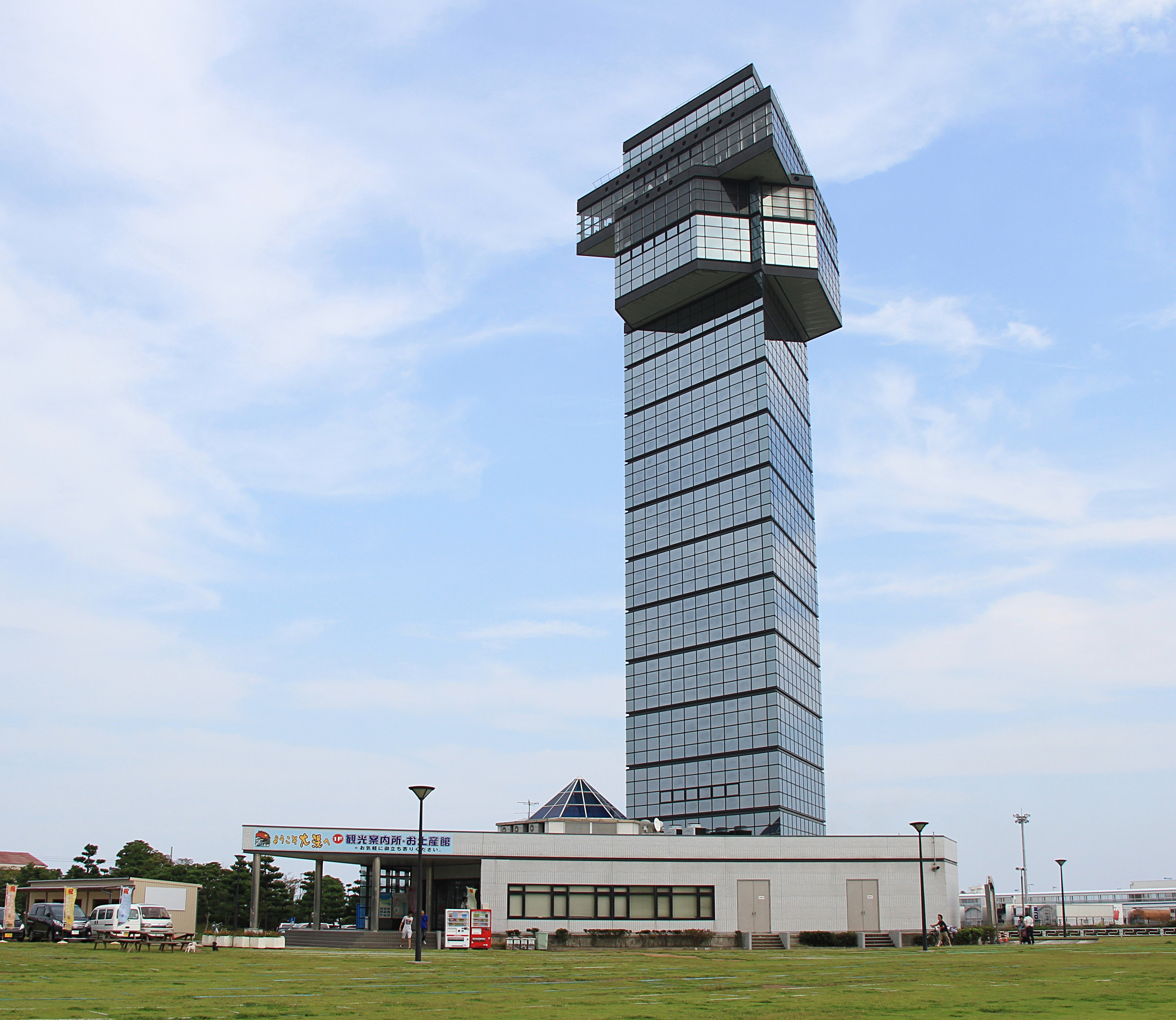
Torre Marina de Ōarai.
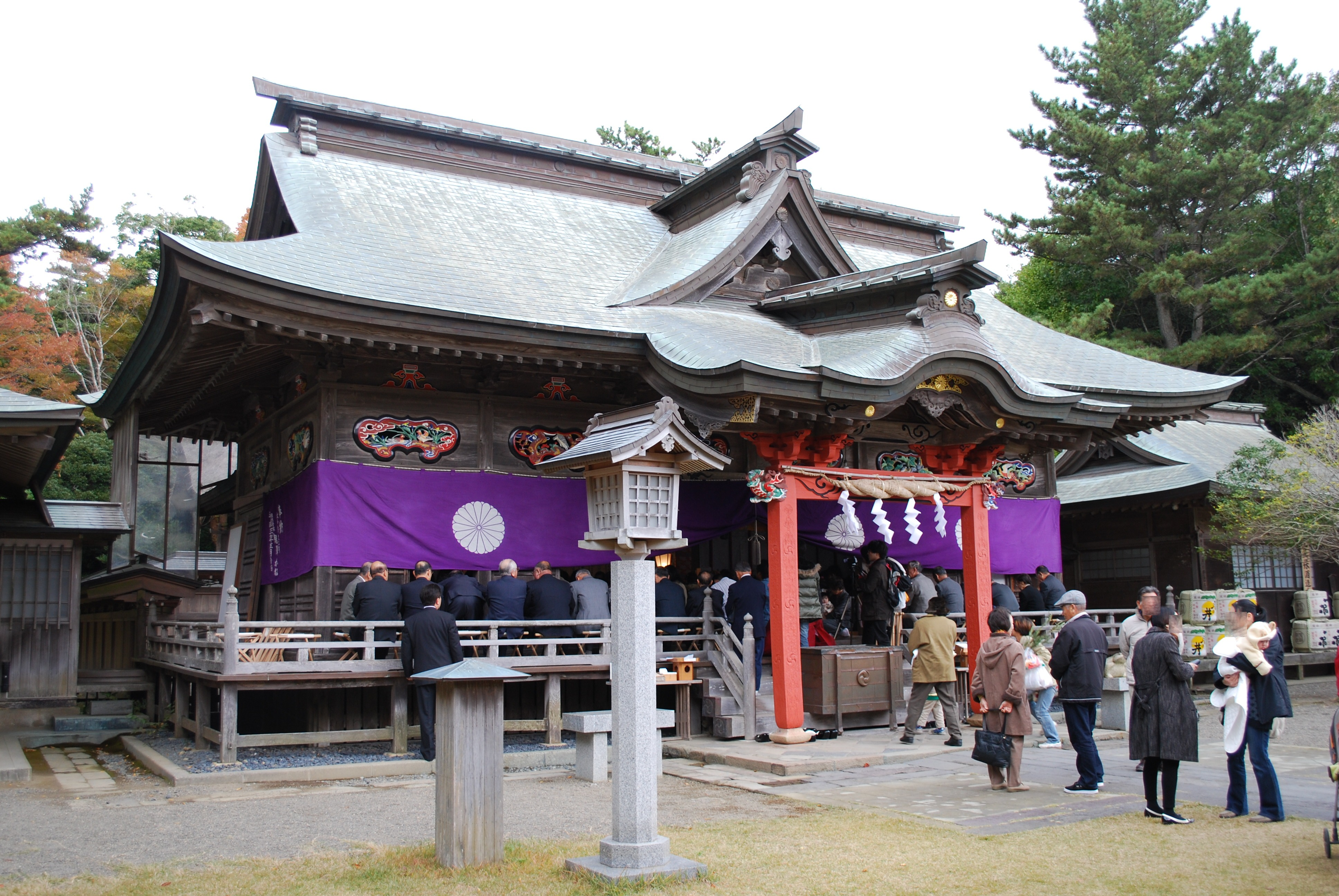
Santuário Ōarai Isosaki.
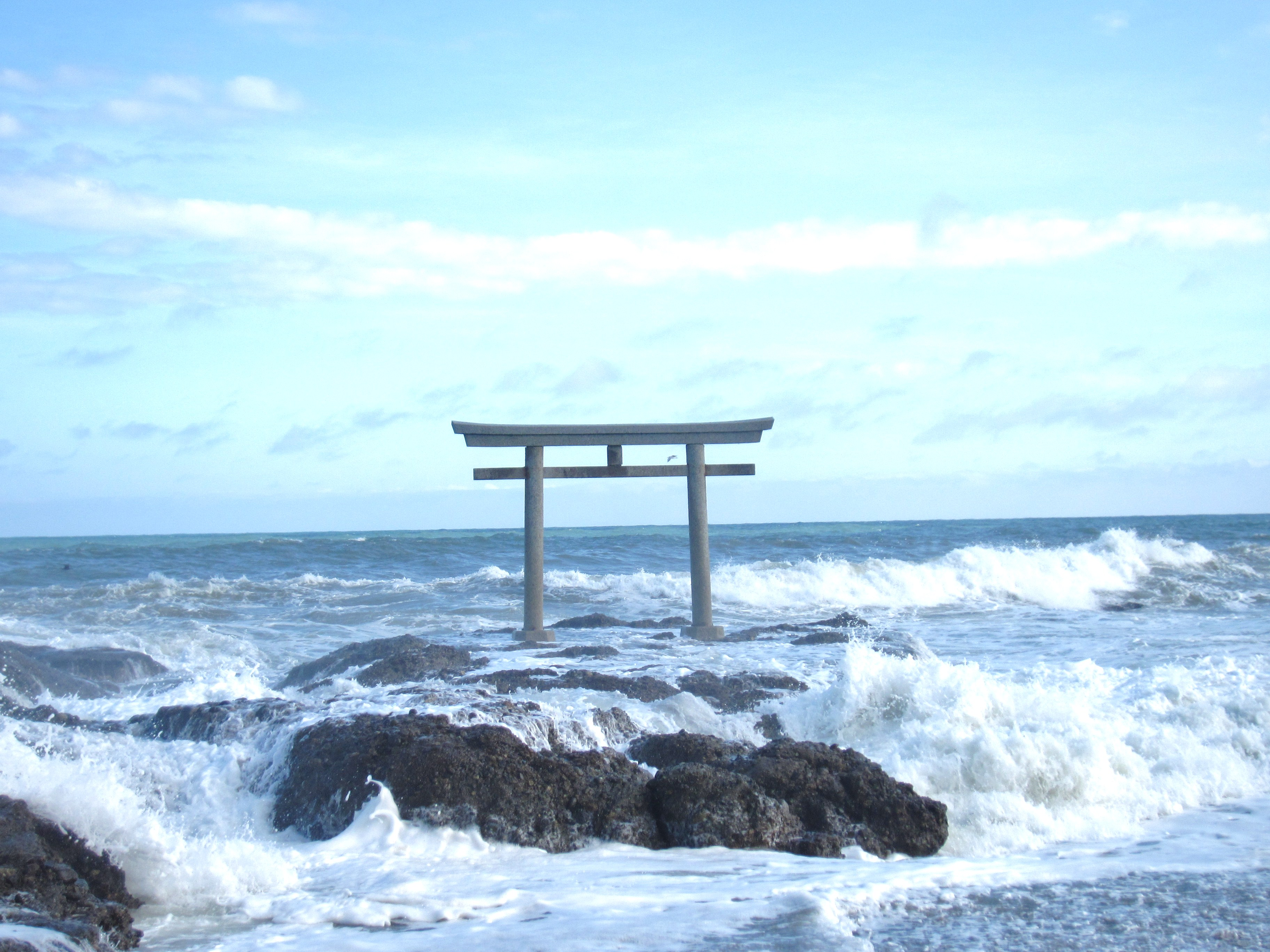
Porta torii (鳥居 とりい) Kamiiso do santuário Ōarai Isosaki.
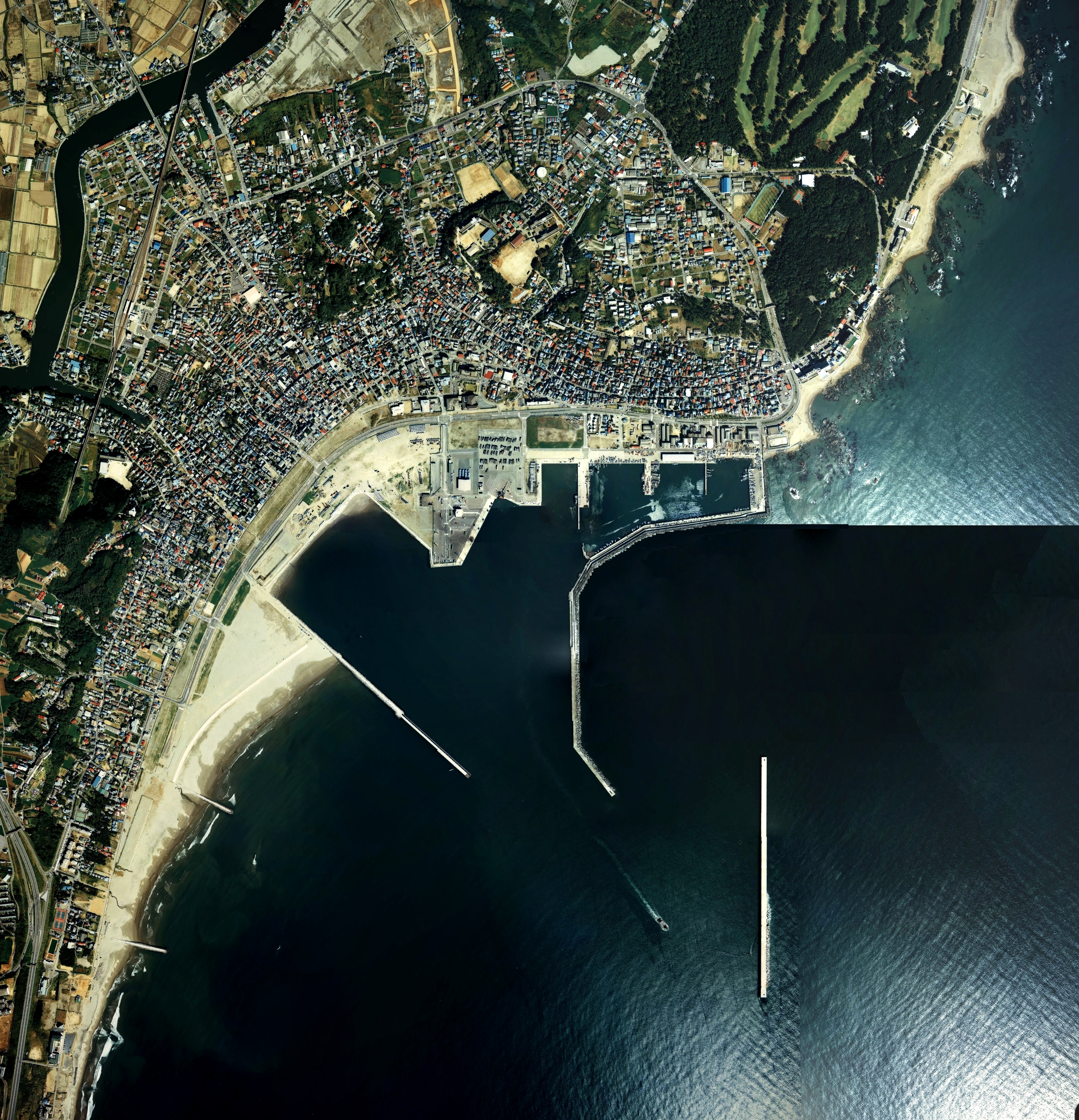
Fotografía aérea de Ōarai.
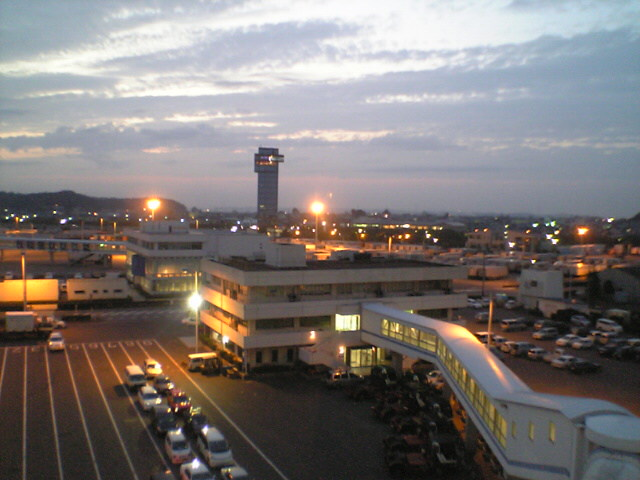
Porto Oarai